# Dolenji Globodol
Dolenji Globodol je naselje u slovenskoj Općini Mirnoj Peči. Dolenji Globodol se nalazi u pokrajini Dolenjskoj i statističkoj regiji Jugoistočnoj Sloveniji. 

## Stanovništvo
Prema popisu stanovništva iz 2002. godine naselje je imalo 48 stanovnika.